# Jämtörivier
De Jämtörivier, Zweeds: Jämtöälven, is een Zweedse waterweg, die ervoor zorgt dat het water uit de Jämtöfjord naar de Jämtösund kan stromen, een zeearm van de Botnische Golf. De Jämtörivier voldoet niet aan de definitie van een rivier, het is een overblijfsel van een diepe geul in het landschap. Het gebied rondom het dorp Jämtön is in de afgelopen 1000 jaar gestegen. De rivier was vroeger waarschijnlijk een zeestraat tussen het eiland en het vasteland. De rivier is ongeveer 2,5 kilometer lang en komt langs Jämtön, maar komt niet op de officiële lijst voor van rivieren in Zweden.